# Брошин Валерій Вікторович
Валерій Вікторович Брошин (рос. Валерий Викторович Брошин, туркм. Waleriý Wiktorowiç Broşin; 19 жовтня 1962, Ленінград — 5 березня 2009, Москва) — радянський, російський і туркменський футболіст, що грав на позиції півзахисника. По завершенні ігрової кар'єри — тренер.
Виступав, зокрема, за клуби «Зеніт» та ЦСКА (Москва), а також збірну СРСР та національну збірну Туркменістану.
Дворазовий чемпіон СРСР у складі «Зеніта» і московського ЦСКА, володар Кубка СРСР у складі ЦСКА. Чемпіон та володар Кубка Туркменістану.

## Клубна кар'єра
Валерій Брошин є вихованцем ленінградської футбольної школи «Зміна», а дебютував у складі ленінгадського «Зеніта» у рік завоювання командою бронзових медалей чемпіонату, втім у перший рік виступів він ще не став основним гравцем команди. Наступного року він уже був постійним гравцем основи, і був серед ключових гравців середини поля леніградського клубу в рік завоювання ним чемпіонського титулу, єдиного для команди за часів СРСР, у 1984 році. Проте наступний чемпіонат «Зеніт» розпочав вкрай невдало, з двох домашніх поразок з великим рахунком у матчах із ростовським СКА і московським Спартаком. Це було пов'язано з тим, що група футболістів команди, які були її лідерами на полі у чемпіонському сезоні, зокрема Брошин та Юрій Желудков, різко втратили ігрові кондиції, що пов'язувалось із систематичним порушенням ними спортивного режиму. Оскільки Желудкова на полі не було ким замінити, а позиція флангового пізахисника, на якій грав Брошин, не була проблемною для ленінградців, то спортивне і партійно-комсомольське керівництво міста вирішило зробити винним у провалах команди саме Брошина, і як наслідок цього відрахувати його з команди, провівши це рішення через комсомольські збори команди. Футболіста також дискваліфікували на два роки.
У зв'язку із дискваліфікацією футболіст вимушений був піти на строкову службу до лав Радянської Армії, яку розпочав у талліннському військовому училищі, де грав за місцеву аматорську команду «Зірка». Проте за рік керівництво головної армійської команди країни — московського ЦСКА, який очолив колишній головний тренер «Зеніту» Юрій Морозов, вирішило запросити Брошина до свого складу. На той час ЦСКА вибув до першої ліги, проте відразу ж з приходом Брошина команді вдалось повернутися до вищого радянського дивізону. Основним гравцем команди Брошин залишався й після приходу до керівництва ЦСКА Павла Садиріна. У складі команди футболіст виборов титул чемпіона СРСР та володаря Кубка СРСР в останній рік існування СРСР.
Відразу ж після розпаду СРСР Валерій Брошин вирішив поїхати грати за кордон, і на початку 1992 року став гравцем фінського клубу «КуПС» проте зіграв у ньому лише півроку, та перейшов до іспанського клубу «Бадахос», в якому грав із Геннадієм Перепаденком. В іспанському клубі грав до кінця 1992 року На початку 1993 року Брошин повернувся у ЦСКА, проте виступав там не зовсім вдало, й керівництво клубу вирішило віддати футболіста в оренду в ізраїльський клуб «Хапоель» (Кфар-Сава), а далі грав за інший ізраїльський клуб «Маккабі» (Петах-Тіква). У середині 1994 року Брошин повернувся до ЦСКА, а з наступного сезону знову грав у «Зеніті», де головним тренером став його старий знайомий Павло Садирін.
На початку 1996 року Валерій Брошин отримав пропозицію від одного з клубів ПАР. Він приїхав на перегляд, та навіть підписав попередній контракт, проте після повернення до Росії за трансферним сертифікатом передумав, і залишився на рік без клубу. У 1997 році отримав пропозицію від туркменського клубу «Копетдаг», та навіть прийняв місцеве громадянство, щоб грати за національну збірну. У складі ашгабатського клубу футболіст став чемпіоном та володарем Кубка Туркменістану. Далі футболіст отримав запрошення від ростовського СКА, в якому грав із колишнім партнером по ЦСКА Валерієм Масалітіним. У 2000 році футболіст грав за нижчоліговий московський клуб «Ніка».
Завершив професійну ігрову кар'єру у білоруському клубі вищого дивізіону «Гомель», за команду якого виступав протягом 2001 року, в якому він був граючим тренером.

## Виступи за збірні
18 квітня 1987 року Валерій Брошин дебютував у складі збірної СРСР у товариському матчі зі збірною Швеції. У цьому ж році футболіст провів 2 матчі у складі олімпійської збірної СРСР у відбірковому турнірі до Олімпійських ігор 1988 року в Сеулі, проте на саму Олімпіаду не поїхав. Валерія Брошина включили до складу збірної СРСР на чемпіонату світу 1990 року в Італії, й він зіграв перед його початком 2 товариських матчі, проте на самому чемпіонаті на поле не виходив.
У 1997 році Валерій Брошин став гравцем туркменського клубу «Копетдаг», та за короткий час отримав пропозицію грати за збірну Туркменістану. Оскільки футболіст не був заграний за збірну Росії, то він погодився прийняти пропозицію. У туркменській збірній Брошин дебютував 25 квітня 1997 року в товариському матчі зі збірною Азербайджану. У складі збірної Валерій Брошин брав участь у відбірковому турнірі до чемпіонату світу 1998 року. Усього футболіст зіграв за туркменську збірну 7 матчів, у яких відзначився 1 забитим м'ячем.

## Кар'єра тренера
У 2001 році, ще виступаючи на футбольних полях, Валерій Брошин став граючим тренером білоруського клубу «Гомель», працював на цій посаді до 2002 року. У 2005—2006 роках Валерій Брошин працював тренером нижчолігового клубу «Ніка» (Москва), який став його останнім клубом у тренерській кар'єрі.

## Смерть
Валерій Брошин в останній рік життя хворів раком гортані. Помер футболіст 5 березня 2009 року на 47-му році життя у Москві, похований у Москві на Хованському кладовищі. У Валерія Брошина залишилась дружина та дві дочки.

## Титули і досягнення
- Чемпіон СРСР (2):

«Зеніт»: 1984
ЦСКА (Москва): 1991
- Володар Кубка СРСР (1):

ЦСКА (Москва): 1990-91
- Переможець першої ліги СРСР — 1986, 1989
- Чемпіон Туркменістану (1): 1998
- Володар Кубка Туркменістану (1): 1997.